# 陳忠和
陳忠和（1957年10月2日—），中華人民共和國福建龙海人，前中國國家女子排球隊主教練，曾在中國女排任職20餘年。曾任福建省体育局副局长。
他帶領中國女排奪得2003年世界盃冠軍，這亦是中國女排自1986年世界女排錦標賽奪標以來，17年後再奪世界冠軍榮譽; 2004年，他更帶領中國女排奪得雅典奧運會金牌，蟬聯世界冠軍的稱號。

## 生平

### 早年经历
陈忠和是福建省漳州市龙海市石码镇人，曾是福建省男排的运动员。1979年，被前中国女排主教练袁伟民看中，调入国家女排，担任陪打教练；第一个陪练对象就是郎平。1986年，陈忠和回福建女排任教练；1989年，被召回国家女排，协助胡进，担任助理教练；1993年，回到福建，并带领福建女排在全国联赛中，从甲B级晋升甲A。1995年，前中国女排主将郎平回国担任国家女排主教练时，陈忠和受邀再次进入国家队担任教练职务。
2000年底，陈忠和竞选新一届中国女排主教练，受到了郎平大力支持，并最终受聘；任期至2008年奥运会结束。
2009年6月，中共福建省委组织部宣布，任命陈忠和为福建省体育局副局长。

### 执掌女排
2001年，陈忠和正式出任中国女排主教练。上任后，他完成了中国女排的大型化，使女排第一次在身高、扣球、拦网等方面消除了劣势。
但是因为夺冠心切，在2002年世界锦标赛上，陈忠和利用规则的漏洞故意利用输球来避开强劲对手，受到了舆论的批评；一时间要求陈忠和“下课”的声音高涨。为此他后来发表了给全国人民的道歉信。
最终在陈忠和的带领下，中国女排在2003年日本世界杯上以全胜战绩获得冠军，一扫之前的“耻辱”。这也是中国女排十七年来的首个世界三大赛冠军。接下来在2004年雅典奥运会上，尽管最佳副攻手赵蕊蕊因伤缺阵，但中国队还是在二十年之后再次登上了奥运冠军的奖台。这也使得陈忠和名称大噪。
2008年，中国人都期待着中国女排能够在北京奥运会上卫冕。但是女排此时正在经受队伍老化、严重伤病的困扰。特别是在半决赛中遗憾的输给了美国队。最终在击败古巴队后获得了第三名。
2009年3月，中国国家体育总局决定聘用前上海女排主教练蔡斌为新任国家女排主教练；陈忠和没有能够获得续约。

## 三大賽榮譽
| 年份   | 世界三大賽 (主辦國)     |
| ------ | ----------------------- |
| 2003年 | 第9屆世界盃冠軍 ( 日本) |
| 2004年 | 雅典奧運會冠軍 ( 希臘)  |
| 2008年 | 北京奧運會季軍 ( 中国)  |

### 其他主要比賽榮譽
- 世界女排大獎賽冠軍 ： 2003年
- 世界大冠軍盃(洲際盃)冠軍 ： 2001年
- 瑞士女排精英賽冠軍 ： 2003年、2007年
- 亞洲女排錦標賽冠軍 ： 2001年、2003年、2005年
- 亞運會冠軍 ： 2002年(釜山)、2006年(多哈)
- 俄羅斯總統盃女排邀請賽冠軍 ： 2006年、2007年